# اعبلین (اسرائیل)
إعبلین (به لاتین: I'billin) یک منطقهٔ مسکونی در اسرائیل است که در شمال واقع شده‌است.